# Charles Joseph Dupont
Pour les articles homonymes, voir Dupont ou Dupond.
Cet article possède des paronymes, voir Charles Dupont et Joseph Dupont.
Charles Joseph Dupont, né le 30 octobre 1863 à Nancy et mort le 29 décembre 1935 dans le 6e arrondissement de Paris, est un général français.
Il est le chef du Deuxième Bureau de 1913 à 1917.

## Carrière
Charles Joseph Dupont sort de l'École de guerre en 1897 en tant que capitaine. Il incorpore alors le 2e bureau (renseignement). En tant qu'artilleur de formation, il est chargé de suivre l'évolution de cette arme chez les Allemands.
Il effectue lui-même un voyage en province de Prusse-Orientale afin de se rendre compte de l'état d'avancement de l'Allemagne notamment en matière de fortifications. Il manque être reconnu à plusieurs reprises et donc emprisonné.
De 1904 à 1907, il fait ses trois ans réglementaires de commandement de troupe.
Il dirige le 2e bureau de 1913 à 1917 avec le grade de colonel. Il pensait refuser cette nomination, mais l'avis de plusieurs de ses collègues le convainquirent d'accepter. 
Dès 1909, il fut mis au courant du plan Schlieffen. Il dut cependant, comme ses collègues, se résigner devant le manque de réaction des politiques et de sa hiérarchie.
Sous sa direction, le 2e bureau découvrit les gaz toxiques que préparait Krupp pour les Allemands.
Il avait deviné le projet d'attaque des Allemands sur Verdun. Il détenait entre autres un document sur un exercice d'offensive militaire allemand sur Verdun. Les Allemands lanceraient une première offensive sur la rive droite, mais l'effort serait produit ensuite sur la rive gauche. Le document sera transmis au général Herr, puis au général Pétain. Il eut beaucoup de mal à convaincre sa hiérarchie et ce malgré l'appui du Ladoux, chef du contre-espionnage.
Dans son travail, il fut aidé par les rapports des postes d'écoute du front. Mais ces postes furent surtout développés par son successeur.
Il est remplacé par le commandant de Cointet.
Il a rédigé des « Mémoires insolites ». Il n'y relate que des faits vérifiables. Il laissa toute latitude à sa descendance de les publier, mais pas avant le trentième anniversaire de sa mort.

### Grades
- 01/11/1882 : élève à l'École polytechnique
- 01/10/1884 : sous-lieutenant élève à l'école d'artillerie
- 01/10/1886 : lieutenant
- 02/10/1893 : capitaine
- 26/12/1905 : chef d'escadron
- non connu : lieutenant-colonel
- non connu : colonel
- 31 décembre 1916 : général de brigade
- 23 septembre 1919 : général de division.
- 1921: général de corps d'armée

### Distinctions
- Légion d'honneur : chevalier (30/12/1906), officier (13/07/1915), commandeur (16/06/1920), grand officier (28/12/1924)[2].

### Postes
- Chef de la mission militaire française en Pologne.
- Président de la Commission de délimitation de la frontière entre la Pologne et l'Allemagne.
- Haut-commissaire de la Commission de délimitation des frontières du territoire de la ville libre de Dantzig.